# Cucurbita pepo
Cucurbita pepo L., comunemente nota come zucchina, zucchino o zucca a seconda delle cultivar, è una specie di pianta angiosperma dicotiledone appartenente alla famiglia delle Cucurbitaceae ampiamente coltivata per i suoi frutti utilizzati di norma immaturi. Appartengono a questa specie le zucchine e varietà di zucche dalle forme e dimensioni molto diverse.

## Origine e tassonomia
Le differenze morfologiche all'interno della specie C. pepo sono così vaste che le sue varie sottospecie e cultivar sono state spesso erroneamente identificate come specie completamente separate. Queste grandi differenze sono radicate nella sua ampia distribuzione geografica.
C. pepo è una pianta rampicante annuale monoica originaria del Messico e coltivata in tutto il mondo per i suoi frutti commestibili.
I luoghi più antichi in cui si sono ritrovate delle C. pepo sono in Messico meridionale, a Oaxaca, circa 8.000-0.000 anni fa, e a Ocampo, nello stato di Tamaulipas, sempre in Messico, circa 7.000 anni fa. Il suo antico territorio si estendeva a nord fino al Texas e lungo la Valle del Mississippi fino all'Illinois, fino alla Florida e forse anche al Maine.
I dibattiti sull'origine di C. pepo continuano almeno dal 1857.
Tradizionalmente, si ritengono esplicative due teorie:
1. C. pepo sarebbe un discendente diretto di Cucurbita texana.
2. C. texana sarebbe la versione selvatica di C. pepo .

Una teoria più recente postula che C. pepo fosse un discendente di Cucurbita fraterna che si ibridò con C. texana, dando origine a due distinti eventi di domesticazione in due aree geografiche diverse: uno in Messico e l'altro negli Stati Uniti orientali, con C. fraterna e C. texana, rispettivamente, come specie ancestrali.  C. pepo potrebbe essere apparso nel Vecchio Mondo prima di lasciare il Messico per il Sud America.

## Descrizione

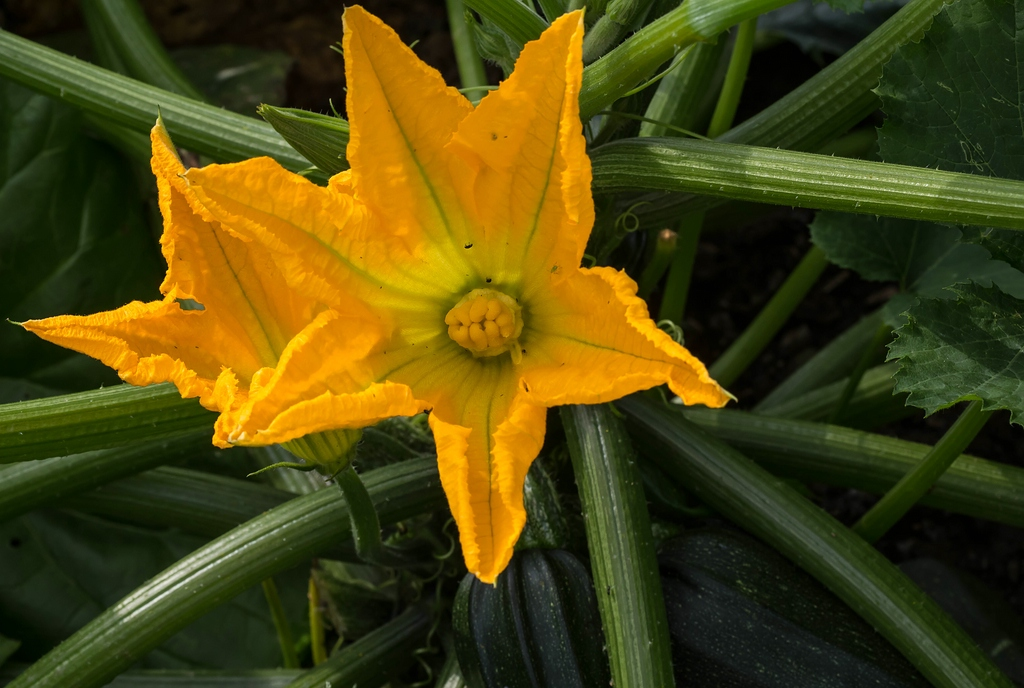
Fiori di C. pepo

È una pianta annuale  con fusto erbaceo flessibile strisciante o rampicante, gracile. Venne importata in Europa intorno al 1500 dopo la scoperta dell'America. Gli steli sono carnosi, robusti, setosi e sviluppano una serie di viticci. Le foglie sono semplici. Il picciolo è robusto, carnoso, setoso e lungo fino a 10 cm. Le foglie sono triangolari, larghe 20-30 cm, irregolarmente pentalobate, setose, dentate alla base e acute all'apice. I fiori sono massicci e solitari e si trovano su un pedicello setoso lungo 2-20 cm. La corolla è arancione, membranacea, pentalobata e può crescere fino a 10 cm di lunghezza. Nei fiori maschili il calice è campanulato e sviluppa cinque segmenti lineari lunghi 1-2,5 cm. Il fiore comprende tre stami con filamenti lunghi 1,5 cm. I fiori femminili presentano un calice ridotto e un ovario ovoide e uniloculare. Il frutto può assumere una moltitudine di forme e colori a seconda delle varietà. I semi sono ovoidi, appiattiti, bianchi e lisci.

## Varietà
Le differenze morfologiche all'interno della specie C. pepo sono così vaste che le sue varie sottospecie e cultivar sono state erroneamente identificate come specie totalmente separate. Queste grandi differenze sono radicate nella sua ampia distribuzione geografica.
Nel 1986, il botanico Paris propose una tassonomia di C. pepo costituito da otto gruppi commestibili in base alla loro forma di base. Queste otto varietà coltivate commestibili di C. pepo variano ampiamente per forma e colore, Una varietà non è commestibile:
| Gruppo di cultivar     | Nome scientifico         | Immagine | Descrizione                                                                                     |
| ---------------------- | ------------------------ | -------- | ----------------------------------------------------------------------------------------------- |
| Zucca acorn            | C. pepo var. turbinata   |          | Varietà invernale con frutti affusolati all'estremità e con scanalature longitudinali           |
| Cocozella              | C. pepo var. longa       |          | Varietà estiva con frutti lunghi e leggermente bulbosi all'apice                                |
| Zucchina gialla rugosa | C. pepo var. torticollia |          | Varietà estiva con frutti gialli o dorati, curvi e con scorza rugosa                            |
| Zucca                  | C. pepo var. pepo        |          | Varietà invernale con frutti arrotondati e appiattiti alle estremità                            |
| Zucchina patisson      | C. pepo var. clypeata    |          | Varietà estiva, con frutti di forma appiattita o discoidale che presentano bordi ondulati       |
| Zucchina gialla        | C. pepo var. recticollis |          | Varietà estiva, con frutti gialli o dorati                                                      |
| Zucca spaghetti        | C. pepo var. fastigata   |          | Varietà estiva ed invernale, di colore dal crema al verde scuro, con frutti tozzi e arrotondati |
| Zucchina               | C. pepo var. cylindrica  |          | Il gruppo di cultivar più comune, varietà estiva con frutti cilindici con un diametro regolare. |
| Zucca ornamentale      | C. pepo var. ovifera     |          | Varietà non commestibile strettamente imparentata con C. texana.                                |

## Coltivazione
C. pepo è una delle più antiche specie coltivate e domesticate, se non la più antica.
Si sviluppa adeguatamente in clima mite ed in posizione soleggiata ma ben aerata.
È una pianta da rinnovo che apre una rotazione triennale. È consociabile con cipolle, fagioli rampicanti e lattuga.
I semi si interrano direttamente a dimora da aprile a giugno, e comunque quando la temperatura, sia diurna sia notturna, si mantiene sopra i 20 °C. Se ne piantano 2 o 3 per ogni buchetta, in verticale nel terreno e con la parte più stretta rivolta verso il basso: un vaso lungo e profondo può ospitare una sola pianta. Per i giardinieri neofiti si consiglia di acquistare piantine già pronte.
Il suolo deve essere ben lavorato, profondo e di medio impasto, ben drenato per evitare ristagni d'acqua e ricchi di sostanze organiche. Per ottenere rendimenti adeguati e frutti di qualità in coltivazioni biologiche occorre distribuire quattro o cinque quintali di letame maturo per cento metri quadrati. Il letame dovrà essere interrato alla profondità media di quaranta centimetri.
Su terreni ben lavorati, se le piante sono sufficientemente distanziate (densità inferiore a 1,4 piante per metro quadrato) il rendimento può arrivare a 40-45 frutti per pianta anche se valori tipici sono piuttosto di 20-25 frutti per pianta.
I frutti vanno colti quando sono di dimensioni ancora modeste (da otto a dieci settimane dalla semina). In effetti ad accrescimento completo il frutto presenta semi che per quantità e dimensione non lo rendono più commestibile.

## Avversità
Le principali malattie da funghi che colpiscono le piante di zucchina sono: l'oidio, causato da Erysiphe cichoracearum e dal Sphaerotheca fuliginea, la peronospora, causata da Pseudoperonospora cubensis, la "muffa grigia", causata da Botrytis cinerea e il "nerume", causato da Alternaria alternata. Tra gli insetti, il parassita più importante della zucchina è l'afide Aphis gossypii.

## Proprietà
Le zucchine hanno un basso valore calorico e sono composte per il 95% d'acqua; contengono vitamina A, C e carotenoidi. Alcune zucchine, se ingerite, possono essere tossiche a causa della presenza di cucurbitacina.

## Usi

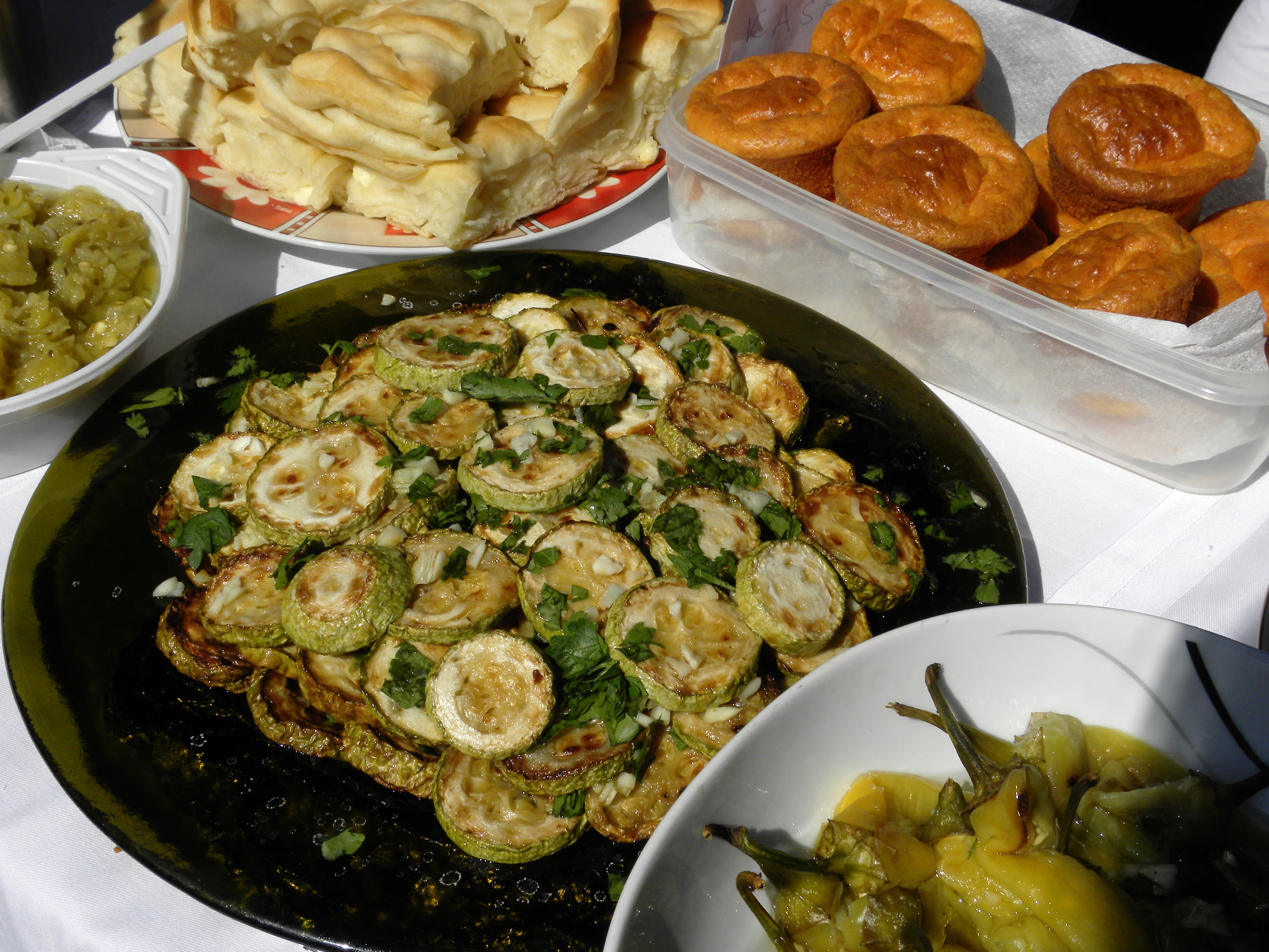
Zucchine in un buffet macedone.

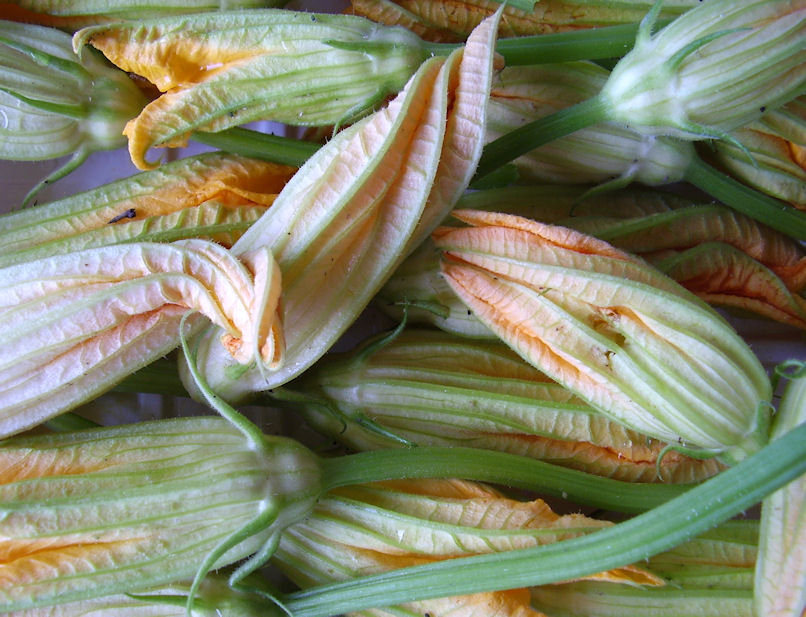
Fiori di zucca appena raccolti.

### Frutto
Le zucchine entrano da sole o con altre verdure in varie preparazioni alimentari. Tra i primi compaiono a volte come condimento della pasta o come uno dei principali ingredienti del minestrone. Le zucchine finemente affettate possono anche venire cucinate in carpione e servite come antipasto.
I modi di utilizzo sono diversi a seconda delle forme e dimensioni: si possono utilizzare lessate o fritte, dopo averle tagliate a fettine e impanate, o ancora al forno.
Un piatto diffuso nella cucina italiana sono le zucchine ripiene, che dapprima vengono svuotate della parte interna tramite un cucchiaino o un apposito scavino e successivamente riempite con un impasto che può essere a base di carne, di riso o di formaggio e pangrattato. Questa procedura è descritta anche da Pellegrino Artusi nel suo ricettario La scienza in cucina e l'arte di mangiar bene in riferimento alla ricetta degli zucchini ripieni, preparati con un composto simile a quello delle polpette a base di carne macinata di vitello, e agli zucchini ripieni di magro, ossia con un composto a base di tonno, uova e parmigiano. In entrambe le ricette le zucchine ripiene vengono rosolate in padella.

### Fiore
Il fiore di zucca è anch'esso edibile. Viene solitamente cucinato fritto.